# فاطمة الشريف
الملكة فاطمة «فاطمة الشريف» أو «فاطمة السنوسي» (1911 - 3 أكتوبر 2009)، ملكة ليبيا السابقة باعتبارها أرملة الملك محمد إدريس السنوسي آخر ملوك ليبيا قبل انقلاب سبتمبر 1969. وهي ابنة المناضل الليبي أحمد الشريف السنوسي.
ولدت في منطقة التاج بواحة الكفرة، ليبيا العام 1911، وأقامت بها حتى بلغت السابعة عشر من العمر.
كانت خطوبتها العام 1933 من ابن عمها محمد إدريس السنوسي الذي كان وقتها أمير برقة، وتزوجا في مصر عام 1934، لتصبح زوجته الأولى. أقاما في حمام مريوط الواقعة غرب الإسكندرية بمصر، ثم انتقلا لاحقاً إلى القاهرة قبل تأسيس جيش التحرير السنوسي حتى عادا إلى برقة بعد انتهاء الحرب العالمية الثانية.
وبعد استقلال ليبيا عام 1951 وتتويج إدريس السنوسي ملكا على البلاد صارت طبقا للدستور الليبي تحمل لقب «الملكة فاطمة».
لم تنجب الملكة وزوجها، إلا أنها تبنت ابن شقيقها «عمر» والطفلة «سليمة» التي فقدت أهلها أثناء الحرب الجزائرية الفرنسية.
بعد الإطاحة بالحكم الملكي في ليبيا في 1 سبتمبر 1969 أقامت في العاصمة المصرية القاهرة حتى وفاتها في 3 أكتوبر 2009.
رفضت السلطات السعودية أن يتم الصلاة عليها في حرم المسجد النبوي الشريف بسبب موقفها السياسي العام وحيث أن الدولة قد احتوتها لكن لم ترد ضجة إعلامية ولم تسمح بدفنها في مقبرة البقيع بجوار زوجها الملك محمد إدريس السنوسي حيث دُفنت في 7 أكتوبر 2009 في مقبرة جديدة قرب المدينة المنورة دون السماح بحضور ذويها.
تم نشر نعي مقتضب في وسائل الإعلام الليبية الرسمية آنذاك، وذكر خبر وفاتها على كونها «ابنة المجاهد أحمد الشريف السنوسي». كما بث التلفزيون الليبي خبر الوفاة على شريط الأخبار أسفل قنواته.

## وصلات خارجية
- فاطمة الشريف على موقع أرشيف الشارخ.